# 季華園駅
季華園駅（きかえん-えき）は、中華人民共和国広東省仏山市禅城区汾江南路と季華四路の間、季華公園の隣にある、仏山地下鉄1号線の駅である。将来的には仏山地下鉄4号線も当駅に乗り入れる計画が存在している。

## 駅構造
島式ホーム1面2線の地下駅。ホームドア設置駅。

## 歴史
- 2010年11月3日 - 開業[1]。

## 隣の駅
仏山地下鉄
■広仏線(1号線)
魁奇路駅 - 季華園駅 - 同済路駅